# Carl Gustav Bernoulli
Carl Gustav Bernoulli (Basilea, Suiza, 24 de enero de 1834 - San Francisco, 18 de mayo de 1878) fue un cirujano, farmacéutico, botánico y arqueólogo amateur suizo. En 1858 deja su ciudad y se va a Guatemala, ganándose la vida como médico y finquero de cafetales.
En 1877 realiza exploraciones en México en la zona maya; y no solo colecciona flora de la región, sino también muchos elementos arqueológicos que actualmente se encuentran en Basilea. Al intentar repatriarse, fallece en San Francisco, a los 44 años.

## Algunas publicaciones
- 1871. Übersicht der bis jetzt bekannten Arten von Theobroma. Vol. 24 de Neue Denkschriften der Allgemeinen Schweizerischen Gesellschaft für die Gesammten Naturwissenschaften, Allgemeine Schweizerische Gesellschaft für die Gesammten Naturwissenschaften. Ed. Druck von Zürcher und Furrer, 15 pp.

- 1857. Die Gefässkryptogamen der Schweiz. Ed. Schweighauser, 96 pp. en línea

## Honores

### Eponimia
Género
- (Bombacaceae) Bernoullia Oliv.[1]

- (Rosaceae) Bernoullia Neck.[2]

Especies
- (Asteraceae) Senecio bernoullianus Greenm.[3]

- (Bignoniaceae) Tecoma bernoullii K.Schum. & Loes.[4]

- (Convolvulaceae) Rivea bernoulliana (Peter) Hallier f.[5]

- (Dioscoreaceae) Dioscorea bernoulliana Prain & Burkill[6]

- (Dryopteridaceae) Mickelia bernoullii (Kuhn ex Christ) R.C.Moran, Labiak & Sundue[7]

- (Melastomataceae) Centradenia bernoullii Cario ex Cogn.[8]

- (Orchidaceae) Epidendrum bernoullii Rchb.f. ex Hágsater & L.Sánchez[9]

- (Sterculiaceae) Melochia bernoulliana Donn.Sm.[10]

- (Violaceae) Viola bernoulliana W.Becker[11]

- La abreviatura «Bernoulli» se emplea para indicar a Carl Gustav Bernoulli como autoridad en la descripción y clasificación científica de los vegetales.[12]